# Херман (Шаумбург)
Херман фон Шаумбург (на немски: Hermann von Schaumburg; * 1 ноември 1545; † 5 март 1592, Хаузберге, Минден) е граф на Холщайн-Шаумбург-Холщайн-Пинеберг и княжески епископ на Минден (1566 – 1581).

## Живот
Той е най-големият син на граф Ото IV фон Шаумбург (1517 – 1576) и първата му съпруга Мария фон Померания-Щетин (1527 – 1554), дъщеря на херцог Барним IX (1501 – 1573) и принцеса Анна фон Брауншвайг-Люнебург (1502 – 1568). Баща му се жени 1583 г. втори път за принцеса Елизабет Урсула фон Брауншвайг-Люнебург († 1586). Брат е на Адолф XI († 1601), управляващ граф, и Антон († 1599), княжески епископ на Минден (1587 – 1599), и полубрат на Ернст († 1622), от 1601 управляващ граф на Холщайн-Шаумбург. Чичовците му са Адолф фон Шаумбург, курфюрст и архиепископ на Кьолн (1547 – 1556), и Антон фон Шаумбург, курфюрст и архиепископ на Кьолн (1557 – 1558).
Херман и по-малкият му брат Антон са възпитавани в Инголщат при йезуитите. През 1559 г. Херман получава първите си доходи като домхер в Кьолн и 1562 г. и в Лиеж.
След смъртта на епископ Георг фон Брауншвайг-Волфенбютел на 9 януари 1567 г. той е избран за епископ и на 29 май 1573 г. е признат за епископ от папа Пий IV. Той е управлява строго и е мразен от хората.
След смъртта на баща му през 1576 г. Херман се опитва безуспешно да стане граф. Управляващ граф е по-малкият му брат Адолф XI, който е наследен от ролубрат им Ернст.
През 1581 г. катедралният капител на Минден избира за епископ Юлий фон Брауншвайг-Волфенбютел. Херман напуска доброволно службата си на 29 януари 1582 г. Херман не е помазан за свещеник.
През 1582 г. той се жени за Катарина Хаке († 24 септември 1602), дъщеря на един селянин. Той има с нея три деца, Йохан, Йобст и Маргарета.
През 1587 г. по-малкият му брат Антон става княжески епископ на Минден.
Херман фон Холщайн-Шаумбург умира на 5 март 1592 г. на 46 години в Хаузберге, Минден, и е погребан в Мьоленбек.